# Mars superliga 2000/01
Die Mars superliga 2000/01 war die achte Spielzeit der höchsten slowakischen Spielklasse im Fußball der Männer. Die Saison begann am 18. Juli 2000 und endete am 13. Juni 2001.

## Modus
Nach der Reorganisation wurde die Liga auf zehn Vereine reduziert. Diese spielten viermal gegeneinander, zweimal zu Hause und zweimal auswärts. Jedes Team absolvierte 36 Spiele. Meister wurde wie schon im Vorjahr zum letzten Mal FK Inter Bratislava. Die Mannschaft sicherte sich die Meisterschaft am vorletzten Spieltag, indem sie gegen den Ozeta Dukla Trenčín mit 4:1 gewannen. Absteiger der Saison war FC Spartak Trnava.

## Vereine
| Verein                    | Stadt      | Stadion                | Kapazität |
| ------------------------- | ---------- | ---------------------- | --------- |
| ŠK Slovan Bratislava      | Bratislava | Štadión Pasienky       | 13.000    |
| Inter Slovnaft Bratislava | Bratislava | Štadión Pasienky       | 13.000    |
| FC Artmedia Petržalka     | Bratislava | Štadión Petržalka      | 07.100    |
| MFK Ružomberok            | Ružomberok | Štadión MFK Ružomberok | 04.876    |
| 1. FC Košice              | Košice     | Všešportový areál      | 30.312    |
| 1. FC Tatran Prešov       | Prešov     | Štadión Tatran         | 05.410    |
| Ozeta Dukla Trenčín       | Trenčín    | Štadión na Sihoti      | 04.300    |
| Spartak Trnava            | Trnava     | City Arena             | 19.200    |
| ŠK Matador Púchov         | Púchov     | Mestský štadión Púchov | 06.000    |
| MŠK Žilina                | Žilina     | Štadión pod Dubňom     | 11.200    |

## Abschlusstabelle
| Pl. | Verein                           | Sp. | S  | U  | N  | Tore    | Diff. | Punkte |
| --- | -------------------------------- | --- | -- | -- | -- | ------- | ----- | ------ |
| 1.  | Inter Slovnaft Bratislava (M, P) | 36  | 25 | 5  | 6  | 073:280 | +45   | 80     |
| 2.  | ŠK Slovan Bratislava             | 36  | 21 | 8  | 7  | 084:490 | +35   | 71     |
| 3.  | MFK SCP Ružomberok               | 36  | 15 | 10 | 11 | 051:480 | +3    | 55     |
| 4.  | FC Artmedia Petržalka            | 36  | 15 | 9  | 12 | 059:550 | +4    | 54     |
| 5.  | MŠK Žilina                       | 36  | 11 | 12 | 13 | 041:460 | −5    | 45     |
| 6.  | ŠK Matador Púchov (N)            | 36  | 9  | 13 | 14 | 047:530 | −6    | 40     |
| 7.  | 1. FC Tatran Prešov              | 36  | 10 | 10 | 16 | 044:540 | −10   | 40     |
| 8.  | Ozeta Dukla Trenčín              | 36  | 11 | 6  | 19 | 035:590 | −24   | 39     |
| 9.  | 1. FC Košice                     | 36  | 10 | 7  | 19 | 042:610 | −19   | 37     |
| 10. | FC Spartak Trnava                | 36  | 8  | 10 | 18 | 039:620 | −23   | 34     |

Platzierungskriterien: 1. Punkte – 2. Tordifferenz – 3. geschossene Tore

| (M) | amtierender slowakischer Meister     |
| (P) | amtierender slowakischer Pokalsieger |
| (N) | Aufsteiger aus der 2. Liga           |

## Kreuztabelle
| Hinrunde (Runden 1–18) | Hinrunde (Runden 1–18) | Hinrunde (Runden 1–18) | Hinrunde (Runden 1–18) | Hinrunde (Runden 1–18) | Hinrunde (Runden 1–18) | Hinrunde (Runden 1–18) | Hinrunde (Runden 1–18) | Hinrunde (Runden 1–18) | Hinrunde (Runden 1–18) | 2000/01               | Rückrunde (Runden 19–36) | Rückrunde (Runden 19–36) | Rückrunde (Runden 19–36) | Rückrunde (Runden 19–36) | Rückrunde (Runden 19–36) | Rückrunde (Runden 19–36) | Rückrunde (Runden 19–36) | Rückrunde (Runden 19–36) | Rückrunde (Runden 19–36) | Rückrunde (Runden 19–36) |
| ---------------------- | ---------------------- | ---------------------- | ---------------------- | ---------------------- | ---------------------- | ---------------------- | ---------------------- | ---------------------- | ---------------------- | --------------------- | ------------------------ | ------------------------ | ------------------------ | ------------------------ | ------------------------ | ------------------------ | ------------------------ | ------------------------ | ------------------------ | ------------------------ |
| FK Inter Bratislava    | ŠK Slovan Bratislava   | MFK Ružomberok         | FC Artmedia Petržalka  | MŠK Žilina             | FK Matador Púchov      |                        | Ozeta Dukla Trenčín    | 1. FC Košice           | FC Spartak Trnava      | Verein                | FK Inter Bratislava      | ŠK Slovan Bratislava     | MFK Ružomberok           | FC Artmedia Petržalka    | MŠK Žilina               | FK Matador Púchov        |                          | Ozeta Dukla Trenčín      | 1. FC Košice             | FC Spartak Trnava        |
|                        | 2:0                    | 2:1                    | 4:1                    | 2:0                    | 2:0                    | 2:0                    | 4:0                    | 2:0                    | 4:0                    | FK Inter Bratislava   |                          | 3:0                      | 2:1                      | 0:1                      | 3:0                      | 2:3                      | 4:0                      | 2:1                      | 2:1                      | 1:0                      |
| 1:1                    |                        | 2:0                    | 1:1                    | 5:1                    | 3:1                    | 3:1                    | 5:0                    | 5:2                    | 4:2                    | ŠK Slovan Bratislava  | 5:3                      |                          | 4:1                      | 2:1                      | 0:0                      | 1:3                      | 2:1                      | 2:3                      | 6:0                      | 4:1                      |
| 0:0                    | 2:3                    |                        | 2:1                    | 2:1                    | 3:1                    | 1:1                    | 1:0                    | 1:0                    | 3:0                    | MFK Ružomberok        | 0:0                      | 1:1                      |                          | 1:0                      | 0:0                      | 1:1                      | 2:1                      | 1:3                      | 3:2                      | 3:2                      |
| 0:2                    | 2:2                    | 3:1                    |                        | 2:4                    | 1:1                    | 3:2                    | 2:0                    | 2:2                    | 2:1                    | FC Artmedia Petržalka | 2:1                      | 3:0                      | 4:2                      |                          | 0:0                      | 1:1                      | 3:1                      | 1:0                      | 3:1                      | 3:0                      |
| 1:2                    | 1:2                    | 0:0                    | 3:1                    |                        | 0:0                    | 2:2                    | 0:0                    | 0:0                    | 2:1                    | MŠK Žilina            | 0:1                      | 2:1                      | 3:1                      | 2:3                      |                          | 1:0                      | 3:1                      | 1:0                      | 0:1                      | 3:3                      |
| 0:2                    | 1:1                    | 3:1                    | 0:0                    | 2:0                    |                        | 0:0                    | 1:1                    | 4:3                    | 2:0                    | FK Matador Púchov     | 1:3                      | 2:5                      | 1:1                      | 1:1                      | 1:1                      |                          | 2:2                      | 5:1                      | 1:2                      | 3:1                      |
| 0:3                    | 2:1                    | 2:3                    | 4:1                    | 1:2                    | 1:0                    |                        | 3:1                    | 1:0                    | 0:2                    | 1. FC Tatran Prešov   | 2:1                      | 1:1                      | 0:4                      | 1:3                      | 3:0                      | 1:1                      |                          | 0:0                      | 0:0                      | 2:0                      |
| 1:3                    | 0:3                    | 0:1                    | 3:3                    | 0:3                    | 1:0                    | 2:2                    |                        | 1:0                    | 4:0                    | Ozeta Dukla Trenčín   | 1:4                      | 1:2                      | 1:3                      | 3:1                      | 0:2                      | 1:0                      | 1:0                      |                          | 2:0                      | 1:0                      |
| 2:0                    | 0:1                    | 1:2                    | 2:1                    | 2:1                    | 2:0                    | 0:3                    | 2:0                    |                        | 2:1                    | 1. FC Košice          | 1:1                      | 2:3                      | 2:1                      | 1:2                      | 0:0                      | 4:2                      | 0:3                      | 0:1                      |                          | 1:2                      |
| 2:2                    | 1:1                    | 0:0                    | 2:0                    | 2:0                    | 1:0                    | 0:0                    | 2:1                    | 4:4                    |                        | FC Spartak Trnava     | 0:1                      | 1:2                      | 1:1                      | 2:1                      | 2:2                      | 2:3                      | 1:0                      | 0:0                      | 0:0                      |                          |

## Torschützenliste
| Pl. | Nat.                         | Spieler          | Verein               | Tore |
| --- | ---------------------------- | ---------------- | -------------------- | ---- |
| 1   | Slowakei                     | Szilárd Németh   | FK Inter Bratislava  | 23   |
| 2   | Slowakei                     | Ľubomír Meszároš | ŠK Slovan Bratislava | 18   |
| 3   | Slowakei                     | Tibor Jančula    | ŠK Slovan Bratislava | 17   |
| 4   | Zentralafrikanische Republik | Ali Lembakoali   | FK Matador Púchov    | 16   |
| 5   | Slowakei                     | Ľubomír Reiter   | MŠK Žilina           | 12   |